# Zelotes angolensis
Zelotes angolensis este o specie de păianjeni din genul Zelotes, familia Gnaphosidae, descrisă de Fitzpatrick în anul 2007.
Este endemică în Angola. Conform Catalogue of Life specia Zelotes angolensis nu are subspecii cunoscute.